# Ерофеевский, Африкант Платонович
Африкант Платонович Ерофеевский (1917 — 1976) — полковник Советской Армии, участник Великой Отечественной войны, Герой Советского Союза (1944).

## Биография
Родился 26 марта 1917 года в селе Тымск (ныне — Каргасокский район Томской области). Получил неполное среднее образование. С 1921 года проживал в Тобольске, с 1934 года — в Ульяновске. Работал старшим пионервожатым, затем учителем физической культуры. 
В 1936 году был призван на службу в Рабоче-крестьянскую Красную Армию. Окончил Ульяновскую военную авиационную школу пилотов и Пермскую военную авиационную школу пилотов. С июня 1941 года — на фронтах Великой Отечественной войны. Летал на самолёте «По-2». Два раза был подбит и был вынужден садиться в лесных массивах.
К октябрю 1943 года будучи в звании майора командовал эскадрильей 717-го бомбардировочного авиаполка 242-й ночной бомбардировочной авиадивизии 6-й воздушной армии Северо-Западного фронта. К этому времени совершил 1034 боевых вылета на бомбардировку скоплений живой силы и боевой техники противника, а также его тыловых объектов.
Указом Президиума Верховного Совета СССР «О присвоении звания Героя Советского Союза офицерскому составу военно-воздушных сил Красной Армии» от 4 февраля 1944 года за «образцовое выполнение боевых заданий командования на фронте борьбы с немецкими захватчиками и проявленные при этом отвагу и геройство» майор Африкант Ерофеевский был удостоен высокого звания Героя Советского Союза с вручением ордена Ленина и медали «Золотая Звезда» за номером 3600.
Конец войны встретил в должности командира бомбардировочного авиаполка. После окончания войны продолжил службу в Советской Армии. Лётчики его полка первыми в СССР освоили вертолёты «Ми-4». Поднял в воздух первый вертолёт, предназначенный для экспедиции в Антарктиду. Во время этих испытаний вертолёт с небольшой высоты рухнул на землю. Получил ранение, долгое время находился в госпитале. После возвращения в строй командовал авиадивизией. В 1961 году в звании полковника он был уволен в запас. 
Проживал в Туле, работал начальником Тульского аэропорта. Скончался 18 марта 1976 года, похоронен на Смоленском кладбище Тулы.
Был также награждён тремя орденами Красного Знамени, орденом Красной Звезды, рядом медалей..

## Память
В Туле, на доме где жил Ерофеевский, (пр. Ленина, 63) установлена мемориальная доска. Его именем названа улица в Пролетарском районе Тулы.